# Zentraldepot
Zentraldepot ist ein von Museen, Bibliotheken und Archiven benutzter Begriff für die räumliche Konzentration von Kunst- und Kulturgütern wie Büchern, Filmen, Archivalien, Museumsgut; siehe auch Depot (Museum). Meist werden außerdem Restaurierungswerkstätten und Büros der Mitarbeiter mit den Zentraldepots zusammengefasst. Geplant werden Zentraldepots von der Stiftung Weimarer Klassik und dem British Museum sowie der Stiftung Preußischer Kulturbesitz, 2012 fertiggestellt wurde das der Städtischen Museen Freiburg.

## Beispiele
- Zentraldepot des National Museum of the American Indian (NMAI) bei Washington, D.C., gebaut als Forschungszentrum weit außerhalb der US-amerikanischen Hauptstadt. Die eigentlichen Ausstellungsräume des NMAI befinden sich in Washington an der National Mall.
- Library and Archives Canada Preservation Centre in Gatineau / Québec. 1997 in der Nachbarstadt der kanadischen Bundeshauptstadt Ottawa als Magazinstandort des National Archive of Canada eröffnet, dient die Anlage heute als gemeinsames Zentraldepot für die Sammlungen der früheren Nationalbibliothek und des früheren Nationalarchivs von Kanada sowie der Portrait Gallery of Canada.
- Speichermagazin der Staatsbibliothek zu Berlin – Preußischer Kulturbesitz. Es befindet sich seit 2007 im Berliner Vorort Friedrichshagen im Bau und soll auf wenigstens 100 Jahre Planungssicherheit für die Unterbringung der Sammlungen der Staatsbibliothek zu Berlin schaffen, die jährlich um 120 000 Einheiten wachsen. Gebaut wird ein Großlager, das weitgehend automatisch bedient wird und nur geringe Personalkosten verursachen soll, auf Dauer erweiterungsfähig ist und die Bücher und anderen Medien möglichst klima-, licht- und feuersicher unterbringt. Geplant wird das Zentraldepot von dem Münchner Architekturbüro Eberhard Wimmer, das 2005 den Wettbewerb gewann. Die Fassade mit ihren vertikalen grünen Steinscheiben erinnert an Arne Jacobsens Staatsbank in Kopenhagen, der Bau ist auch sonst von der kühlen Moderne der Nachkriegsjahre geprägt.
- 2003 wurde das Center for Bevaring af Kulturarv im dänischen Vejle eröffnet.
- Zentrales Kunstdepot der Städtischen Museen Freiburg im Breisgau. Das Gebäude in Null-Emissions-Bauweise wurde im Mai 2012 in Betrieb genommen.[1]

## Vor- und Nachteile
Zentraldepots bieten zahlreiche Vorteile, vor allem wenn sie mit den Räumlichkeiten für Restaurierungswerkstätten und Verwaltung verbunden sind: Kurze Wege für Mitarbeiter und Transport der Objekte, bessere Überwachung in konservatorischer und sicherheitstechnischer Hinsicht sowie geringere Kosten für Klimatisierung und Reinigung.
Nachteilig sind eine häufig räumlich weiter entfernte Lage vom Ausstellungsräumen oder Benutzerarbeitsplätzen – vor allem letzteres ist bei Archiven und Bibliotheken nachteilig, da die Bereitstellung für Benutzer erschwert wird wenn längere Transportwege und damit Wartezeiten für den Benutzer entstehen. Auch wenn Zentraldepots unter Sicherheitsaspekten vorteilhaft sind, kann bei einem trotzdem eintretenden Schadensereignis (Feuer, Hochwasser) gleich ein großer Teil der Bestände betroffen sein, anders als bei einer Verteilung auf mehrere Standorte.